# Sven Ulreich
Sven Ulreich (Schorndorf, 3 de agosto de 1988) é um futebolista alemão que atua como goleiro. Atualmente está sem clube.

## Carreira
Em 16 de junho de 2015 foi contratado pelo Bayern de Munique para três temporadas.

## Títulos
Bayern de Munique
- Campeonato Alemão: 2015–16, 2016–17, 2017–18, 2018–19, 2019–20, 2021–22, 2022–23 e 2024–25[2]
- Copa da Alemanha: 2015–16, 2018–19, 2019–20
- Supercopa da Alemanha: 2016, 2017, 2021, 2025[3]
- Liga dos Campeões da UEFA: 2019–20
- Supercopa da UEFA: 2020